# Trogon citreolus
Trogon citreolus е вид птица от семейство Трогонови (Trogonidae).

## Разпространение
Видът е разпространен в Мексико.